# 哈比卜
哈比卜（阿拉伯语：حبيب，羅馬化：ḥabīb，阿拉伯語發音：[ħabiːb ]），另译哈比布或哈比，男子名字或姓氏，意为“亲爱的”。该名字在穆斯林世界很常见，尤其是在中东和非洲。在以也门和东南亚国家诸如汶莱、新加坡、印度尼西亚和马来西亚，也是一个对賽義德家族的穆斯林学者的尊称。
值得注意的是，名字与其他阿拉伯语名字一样，并不局限于穆斯林。以哈比卜为名的著名基督教徒包括“哈比卜执事”、加布里埃尔·哈比卜和哲人哈比卜。

## 名字
- 哈比·比耶：法国籍塞内加尔裔足球运动员
- 哈比卜·布尔吉巴：突尼斯政治家
- 哈比卜·科伊特：马里音乐家
- 哈比布·努曼格莫多夫：俄罗斯格斗运动员
- 哈比卜·沙里波夫：俄罗斯歌手

## 姓氏
- 阿夫塔布·哈比卜：英国板球手
- 伊尔凡·哈比卜（英语：Irfan Habib）：印度历史学家
- 阿里夫·哈比卜：巴基斯坦商人
- 布赖恩·哈比卜：美国足球运动员
- 菲利普·哈比卜：美国外交官，东亚暨太平洋事务助理国务卿、曾任驻韩国大使

## 尊称
- 哈比卜·乌马尔·宾·哈菲兹（英语：Habib Umar bin Hafiz）：也门伊斯兰学者